# Municipio de Billings (Dakota del Norte)
El municipio de Billings (en inglés: Billings Township) es un municipio ubicado en el condado de Cavalier en el estado estadounidense de Dakota del Norte. En el año 2010 tenía una población de 13 habitantes y una densidad poblacional de 0,18 personas por km².

## Geografía
El municipio de Billings se encuentra ubicado en las coordenadas 48°34′46″N 98°31′5″O / 48.57944, -98.51806. Según la Oficina del Censo de los Estados Unidos, el municipio tiene una superficie total de 73.76 km², de la cual 73,06 km² corresponden a tierra firme y (0,94 %) 0,7 km² es agua.

## Demografía
Según el censo de 2010, había 13 personas residiendo en el municipio de Billings. La densidad de población era de 0,18 hab./km². De los 13 habitantes, el municipio de Billings estaba compuesto por el 100 % blancos. Del total de la población el 0 % eran hispanos o latinos de cualquier raza.